# Tiempo pascual

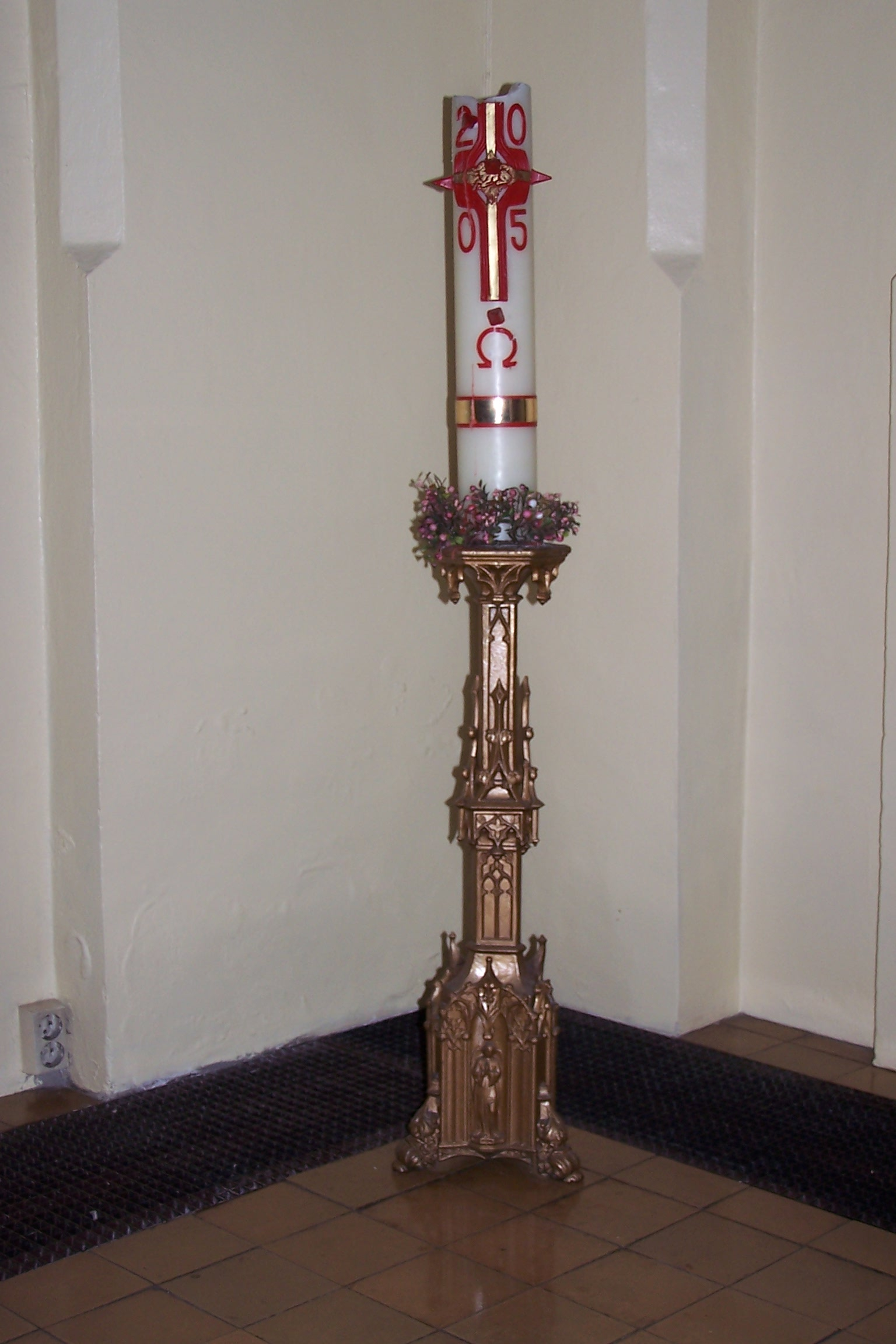
Cirio pascual

El tiempo pascual o tiempo de Pascua  es un periodo del año litúrgico que comprende los cincuenta días que van desde el Domingo de Pascua hasta el domingo de Pentecostés. 
El color litúrgico de estos días es el blanco y su símbolo es el cirio pascual.
El calendario judío originariamente era lunar (meses de 28 días); por eso, la fiesta de la Pascua cristiana se celebra el domingo inmediatamente posterior al primer plenilunio después  del 21 de marzo, que corresponde al equinoccio de primavera (equinoccio de otoño en el hemisferio sur), esto sucede entre 22 de marzo y 25 de abril.
Durante este tiempo de especial alegría y festividad las lecturas de la Misa son especiales y en vez del Angelus se reza la oración de Regina Caeli.
Durante este tiempo se celebra también el día de la Ascensión, que conmemora la ascensión de Jesucristo al cielo en presencia de sus discípulos tras anunciarles que les enviaría el Espíritu Santo, que es precisamente lo que se celebra el día de Pentecostés. El color que comprende este tiempo es el color dorado ya que este brinda luz, calidez y perseverancia.